# Poeciloneta bellona
Poeciloneta bellona is een spinnensoort in de taxonomische indeling van de hangmatspinnen (Linyphiidae).
Het dier behoort tot het geslacht Poeciloneta. De wetenschappelijke naam van de soort werd voor het eerst geldig gepubliceerd in 1943 door Chamberlin en Ivie.

## Voorkomen
De soort komt voor in de Verenigde Staten.